# Кошкільдіно
Кошкі́льдіно (рос. Кошкильдино, чув. Пухтанкасси) — присілок у Чувашії Російської Федерації, у складі Пандіковського сільського поселення Красночетайського району.
Населення — 111 осіб (2010; 15 в 2002, 252 в 1979, 284 в 1939, 298 в 1927, 275 в 1897, 292 в 1795).
Національний склад (2002):
- чуваші — 98 %

## Історія
До 1724 року селяни мали статус ясачних, до 1835 року — державних, до 1863 року — удільних, займались землеробством, тваринництвом, лозоплетінням, виробництвом взуття. 18 століття діяла винокурня. 1930 року створено колгосп «П'ятий пленум РВКа». До 1920 року присілок входив до складу Аліковської, Курмиської та Пандіковської волостей Курмиського (у період 1835–1863 років — у складі Курмиського удільного приказу), до 1927 року — Ядринського повітів. З переходом на райони 1927 року — спочатку у складі Красночетайського, у період 1962–1965 років — у складі Шумерлинського, після чого знову переданий до складу Красночетайського району.

## Господарство
У селі діє магазин.